# Орг, Альберт Юрьевич
Альберт Юрьевич Орг (23.09.1886, Ревель — 08.04.1947, Саранск) — общественный деятель, экономист, книгоиздатель, основатель и генеральный директор издательства «Библиофилъ»

## Биография
Родился 23 сентября (по старому стилю) 1886 года в Ревеле в крестьянской семье. Был младшим из четырёх детей Юрия Орга и его жены Анны, урождённой Раммо. В 1906 году окончил С-Петербургское Реальное училище Карла Мая (включая 7-й дополнительный класс, дававший право на поступление в высшие учебные заведения России). В этом же году Орг был зачислен на 1-й курс экономического отделения Санкт-Петербургского политехнического института. Учась на первом курсе проживал в общежитии по адресу: Лесное, Дорога в Сосновку, 1 — 3. Известен даже номер комнаты — 579. В декабре 1914 года Альберт Юрьевич Орг институт окончил. Работал над диссертацией по теме: «Борьба с алкоголизмом в Финляндии». Научный руководитель — профессор М. И. Фридман.
После октябрьского переворота остался в России, до 1921 года работал председателем Петроградской комиссии по оптимизации. После роспуска комиссии перебрался в Эстонию. В том же году в Таллине основал и возглавил книжное издательство «Библиофил», специализирующееся на издании русских авторов и сыгравшего исключительно важную роль в поддержке русских писателей за рубежом. По воспоминаниям многих литераторов (А. В. Амфитеатров, В. И. Немирович-Данченко, А. Н. Бенуа) — Орг был одним из немногих издателей того времени, плативших авторам достойные гонорары. Оргом были в частности изданы: последняя книга Николая Гумилёва «Шатёр», книги Фёдора Сологуба «Небо голубое», «Сочтённые дни», «Царица поцелуев», Алексея Ремизова «Шумы города», «Огненная Россия», А. Амфитеатрова «Зачарованная степь», «Василий Буслаев», Бориса Пильняка «Быльё», воспоминания А. Ф. Кони «На жизненном пути» и другие. После 1923 года Артур Орг переключился на издание дешёвых учебников для школ и домашнего образования, научно-популярной и молодёжной литературы, фольклоре, книг о погоде, биографий. Книги для молодёжи редактировал Хуго Раудсепп. После закрытия издательства по финансовым причинам, Оргом были основаны несколько общественных библиотек в Таллине и в Петсери (эстонское название города Печоры), существующие до сих пор.
Альберт Юрьевич Орг был арестован в Таллине 21 ноября 1944 года и по решению трибунала 3 октября 1945 года был отправлен в Мордовию в Саранскую тюрьму, где и скончался 8 апреля 1947 года.